# Elisha Huntington
Elisha Huntington, född 1796, död 1865, var en amerikansk politiker som var viceguvernör i Massachusetts från 1853 till 1854.
Huntington efterträdde 1853 Henry W. Cushman som viceguvernör och efterträddes 1854 av William C. Plunkett. Som Lowells borgmästare tjänstgjorde han 1839–1841, 1844–1845, 1852, 1856 och 1858.